# Ribes fasciculatum
Ribes fasciculatum là một loài thực vật có hoa trong họ Grossulariaceae. Loài này được Siebold & Zucc. miêu tả khoa học đầu tiên năm 1845.